# Grönsö slott

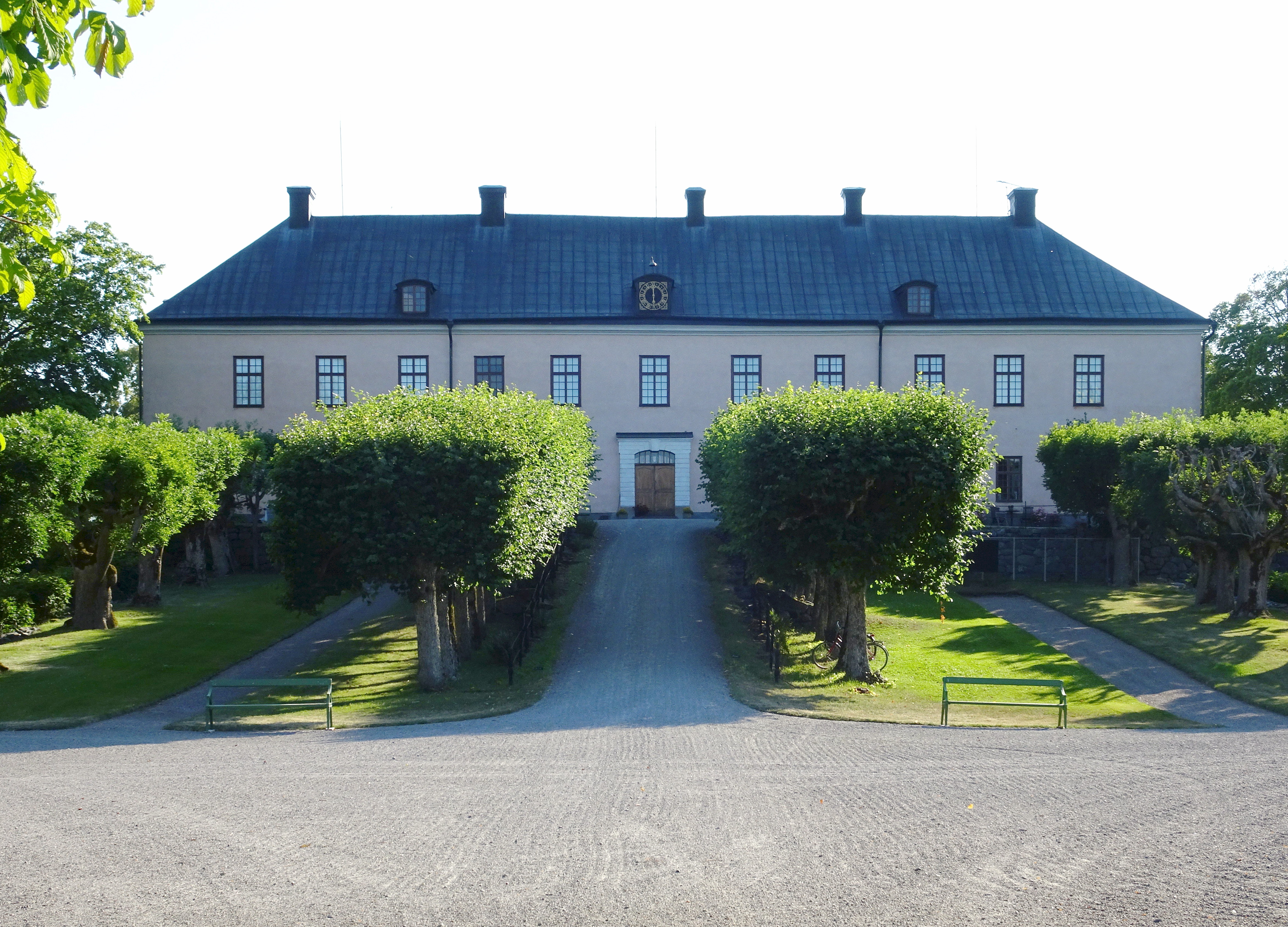
Grönsö slotts huvudbyggnad, fasad mot öster, juli 2018.

Grönsö slott (äldre stavning Grönsöö) ligger vid Grönsösundet på ön Grönsö i Mälaren. Egendomen ligger i Kungs-Husby socken i gamla Trögds härad i Enköpings kommun i Uppland. Huvudbyggnaden härrör från början av 1600-talet men fick sin nuvarande enkla utformning på 1730-talet. Huvudbyggnaden, paviljongen och tomten är sedan 1964 ett lagskyddat byggnadsminne.

## Historik
På 1400-talet var Grönsö en by med fem gårdar belägen vid östra stranden av Grönsösundet. Genom arvskifte 1457 mellan Eskil Isaksson Banér och Magnus Gren, efter den senares bror Erik (Stensson) Gren, tillföll två gårdar Magnus. 1465 bytte Magnus Gren bort allt gods han har på Trögden och Grönsö till sin måg, Kristiern Bengtsson Oxenstierna den äldre. Den senare hade varit Häradshövding i just Trögds härad under åren 1453–1456. 1486 sålde Hans Kristiernsson Kröpelin d.y. (Oxenstierna) en gård på Grönsö till riddaren och riksrådet Nils Fadersson (Sparre av Hjulsta och Ängsö).
Som belöning för sina tjänster för kronan erhöll Johan Skytte, Friherre och svenskt Riksråd, bland annat en av gårdarna på Grönsö. I början av 1600-talet förenades Utö hus (beläget mittemot Grönsö) med Grönsöegendomen när Johan Skytte, gifte sig med Maria Näf (1606-01-05), dotter till ståthållaren över Västmanland och Dalarna; Jacob Näf (död 1598) och dåvarande ägaren av Grönsö.

## Huvudbyggnaden

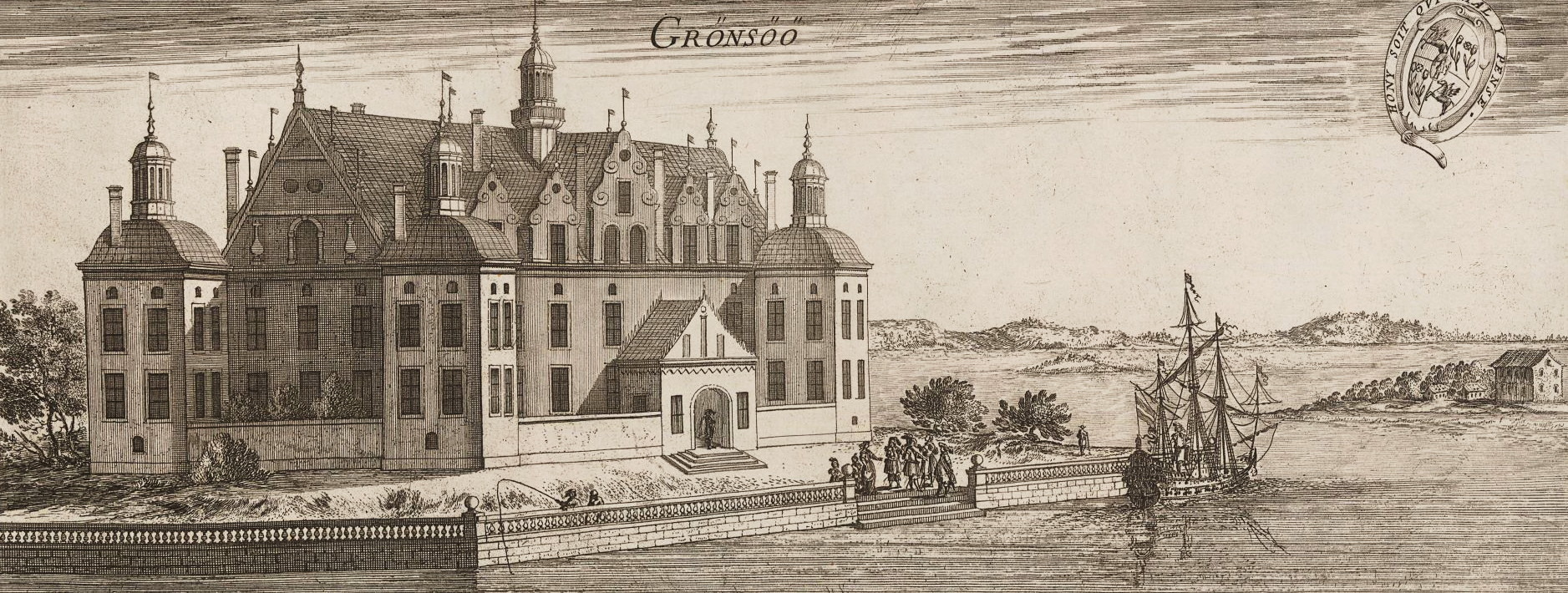
Grönsö slott, avbildning i Sueciaverket.

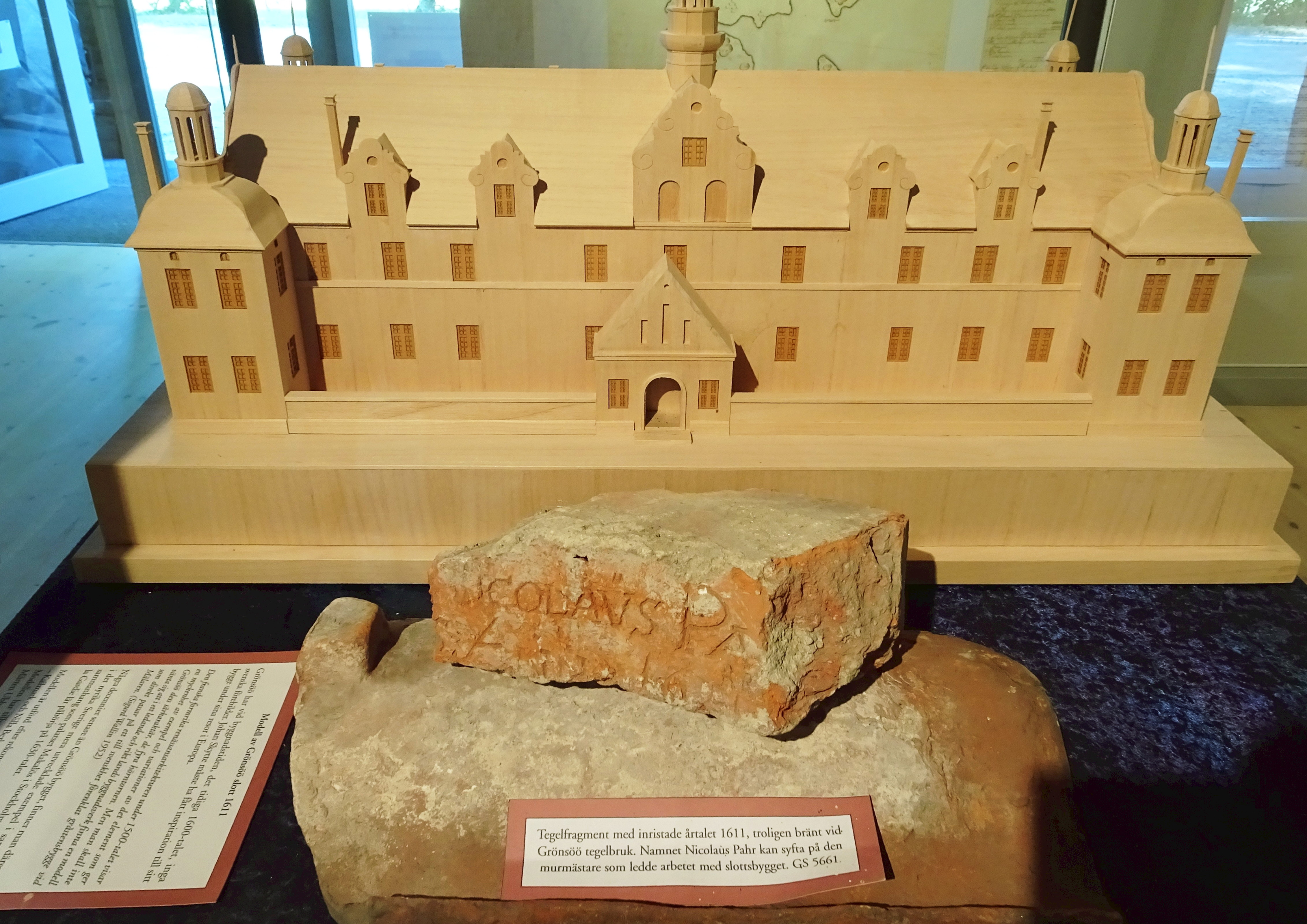
Slottsmodellen och tegelsten.

Grönsös corps de logi uppfördes under åren 1607–1611 med Johan Skytte som byggherre. Stenhuset byggdes av gråsten och murtegel, efter franska förebilder, möjligtvis Palais du Luxembourg i Paris som tillkom ungefär samtidigt. Grönsö fick ett tornkrönt sadeltak, takryttare, rikt utsirade fasader och fyra rektangulära hörntorn med lanterniner. Teglet kom troligen från Grönsös eget tegelbruk. 
I slottets museum finns en tegelsten med årtal 1611 och namnet Nicolaus Pahr som kan syfta på murmästaren som ledde bygget. Emellertid står det endast bokstäverna PA.. på tegelfragmentet. Troligare är väl att det är tegelslagarmästaren vid gårdstegelbruket som har hugfäst tillkomstår och mästarnamn. I senare tid har tegelbruksstämplarna standardiserats med brukets initialer. Arkitekten är okänd men enligt en hypotes kan flamländaren Hans Fleming varit ansvarig arkitekt. Den anspråksfulla utformningen och dimensionerna talar snarare för en skolad arkitekt eller byggmästare än en murmästare. 
Byggnadens ursprungliga utseende, som en typisk representant för renässansen, framgår av Erik Dahlberghs idealiserande illustration i Sueciaverket från 1670-talet. En mera realistisk bild av Grönsö slott tecknas på Gripenhielms Mälarkarta från 1689. I bottenvåningen kan man än i dag studera välbevarade inredningar och målade tak från 1600-talet. Byggnaden omges av en kulturhistoriskt märklig parkanläggning. Den första trädgården anlades av drottning Kristinas trädgårdsmästare Johan Ludwichzon.

## Tiden efter Skytte
Familjen Skytte med bland andra Bengt Skytte ägde Grönsö under hela 1600-talet varefter godset reducerades till kronan och utarrenderades till en släkting till familjen Skytte. Efter reduktionstidens slut genomgick Grönsö ett antal ägarbyten. Under 1700-talets första hälft ägdes slottet av familjen Falkenberg. Slottet som förfallit under reduktionsåren, genomgick stora reparationer, varigenom huset miste sina torn 1738. Byggnaden fick då sitt nuvarande utseende med släta, putsade fasader under ett valmat sadeltak.
Under 1700-talets andra hälft ägdes godset av stockholmsläkaren David von Schulzenheim, som 1786 lät bygga en kinesisk paviljong, ("Snäckpaviljongen") på en brygga vid sundet, vilken i dag är en av Grönsös stora sevärdheter. Paviljongen gestaltades efter förebilder av den svensk-engelske arkitekten William Chambers och är invändigt dekorerad med snäckor och mineraler från Ostasien.

### Interiörbilder

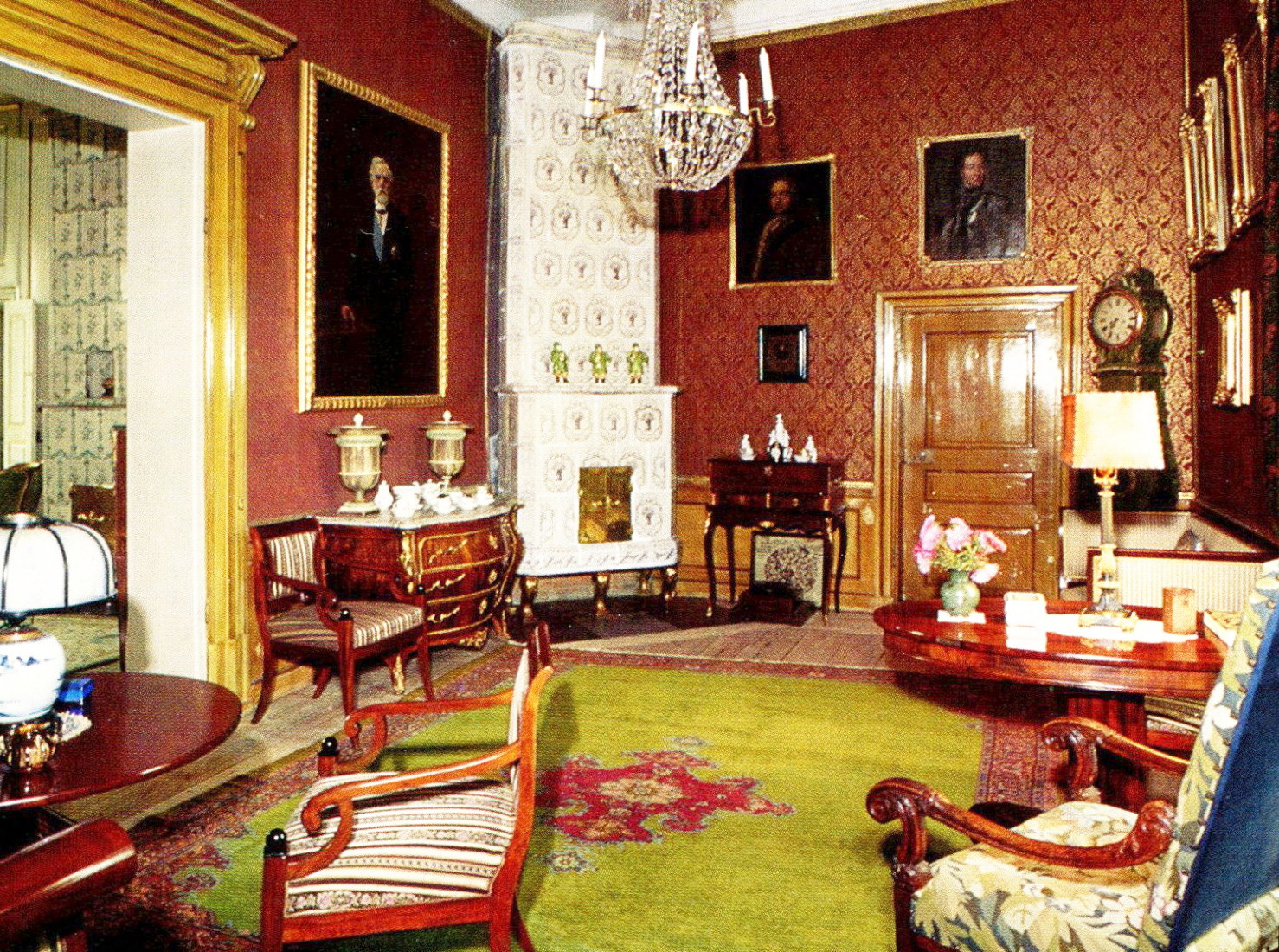
Röda förmaket.
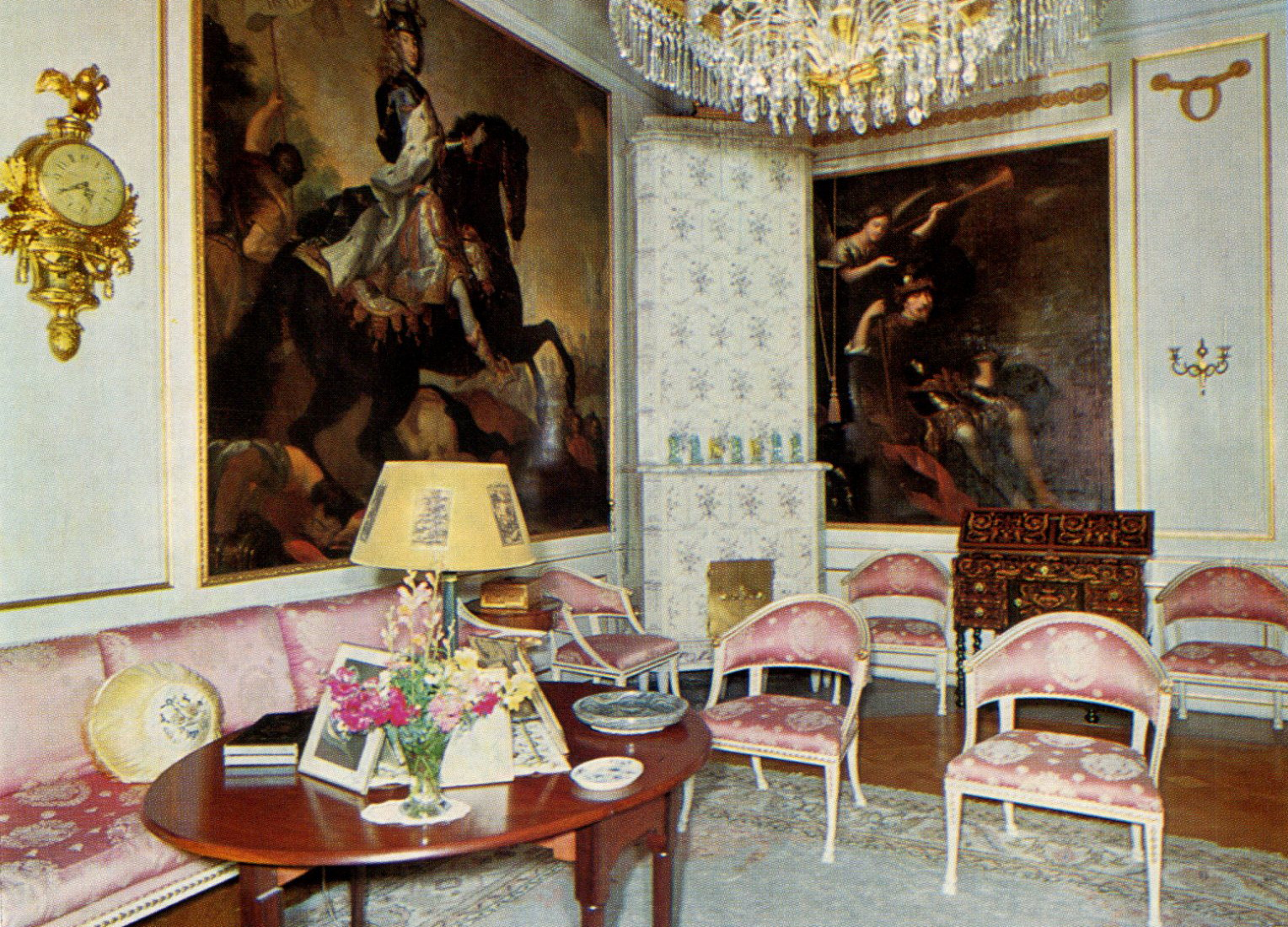
Röda salongen.
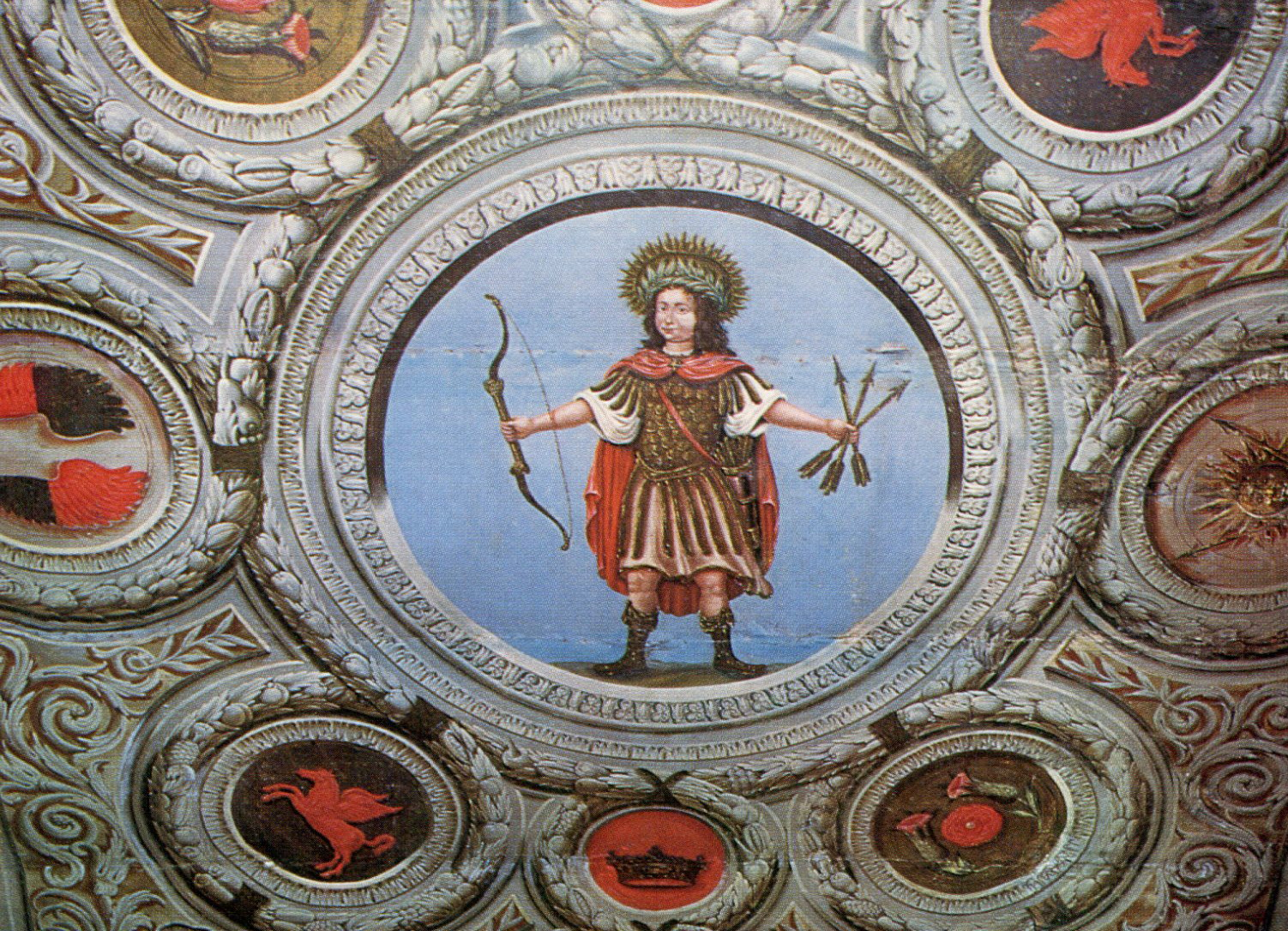
Skytterummets plafond.
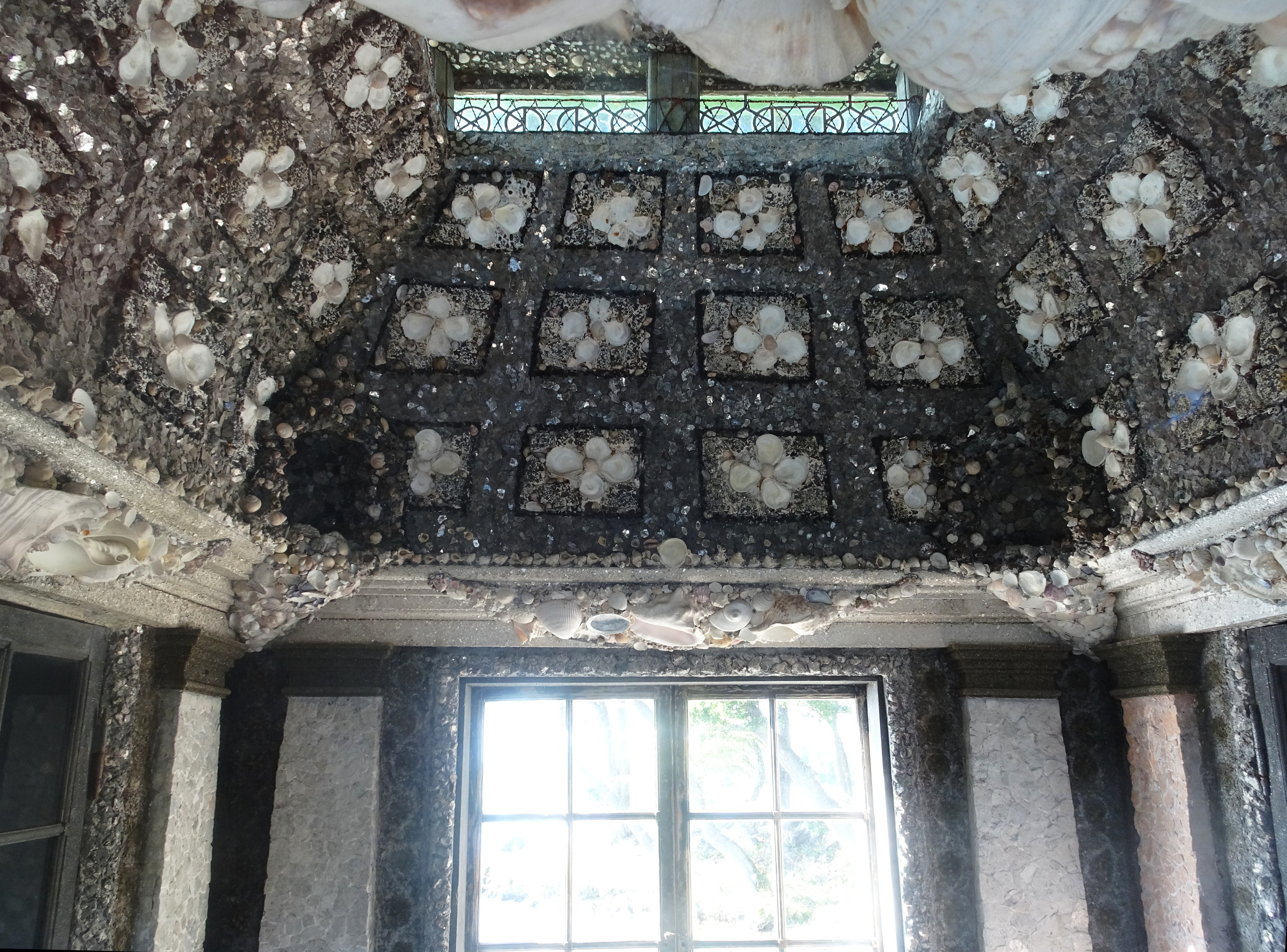
Snäckpaviljongen.

## Grönsö under von Ehrenheim

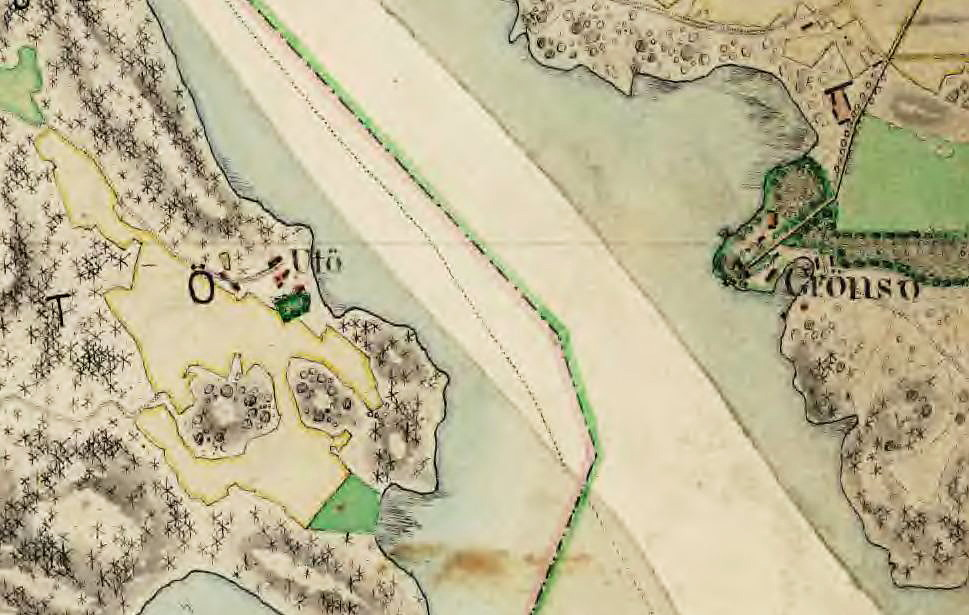
Utö och Grönsö, omkring 1900.

År 1820 övertog hovmarskalken Reinhold Fredrik von Ehrenheim Grönsö, den förste i den nuvarande ägarfamiljen. Då flyttades till Grönsö ett dyrbart inventarium av möbler, böcker och olika konstföremål som samlats genom arvsföljder i släkterna Benzelstierna, von Engeström och von Ehrenheim. 
Grönsö har alltid varit ett hem för sina ägare och är det än idag. Slottet har aldrig byggts om helt, utan har successivt utvecklats under flera generationer. Spår av varje tidsperiod har kontinuerligt bevarats i slottet på ett idag ovanligt sätt. Det till slottet hörande Utö hus var dock inte alltid bebodd och nyttjades bland annat som sädesmagasin. Utö hus donerades år 1937 till Vitterhetsakademien av fru Alice von Ehrenheim och hennes fyra barn som då ägde både Utö och Grönsö.
Slottet ägs och drivs fortfarande (2018) av familjen von Ehrenheim tillsammans med Grönsöö kulturhistoriska stiftelse. Grönsöegendomen omfattar 720 hektar mark, vilket inkluderar äppelodlingar. Slottsparken renoveras varsamt med hjälp av landskapsarkitekter från Sveriges lantbruksuniversitet. Själva huset är sedan 1964 ett lagskyddat byggnadsminne. Verksamheten består av jordbruk, skogsbruk, fruktodlingar, turism och kulturminnesvård. 
För sina insatser med att bevara Grönsö för framtida generationer tilldelades i december 2012 Carl Gustaf von Ehrenheim ur kulturminister Lena Adelsohn Liljeroths hand Kungliga Patriotiska Sällskapets Kulturarvsmedalj i guld. Parken är öppen för allmänheten och slottets interiör visas i samband med guidning under sommarmånaderna.

### Byggnader

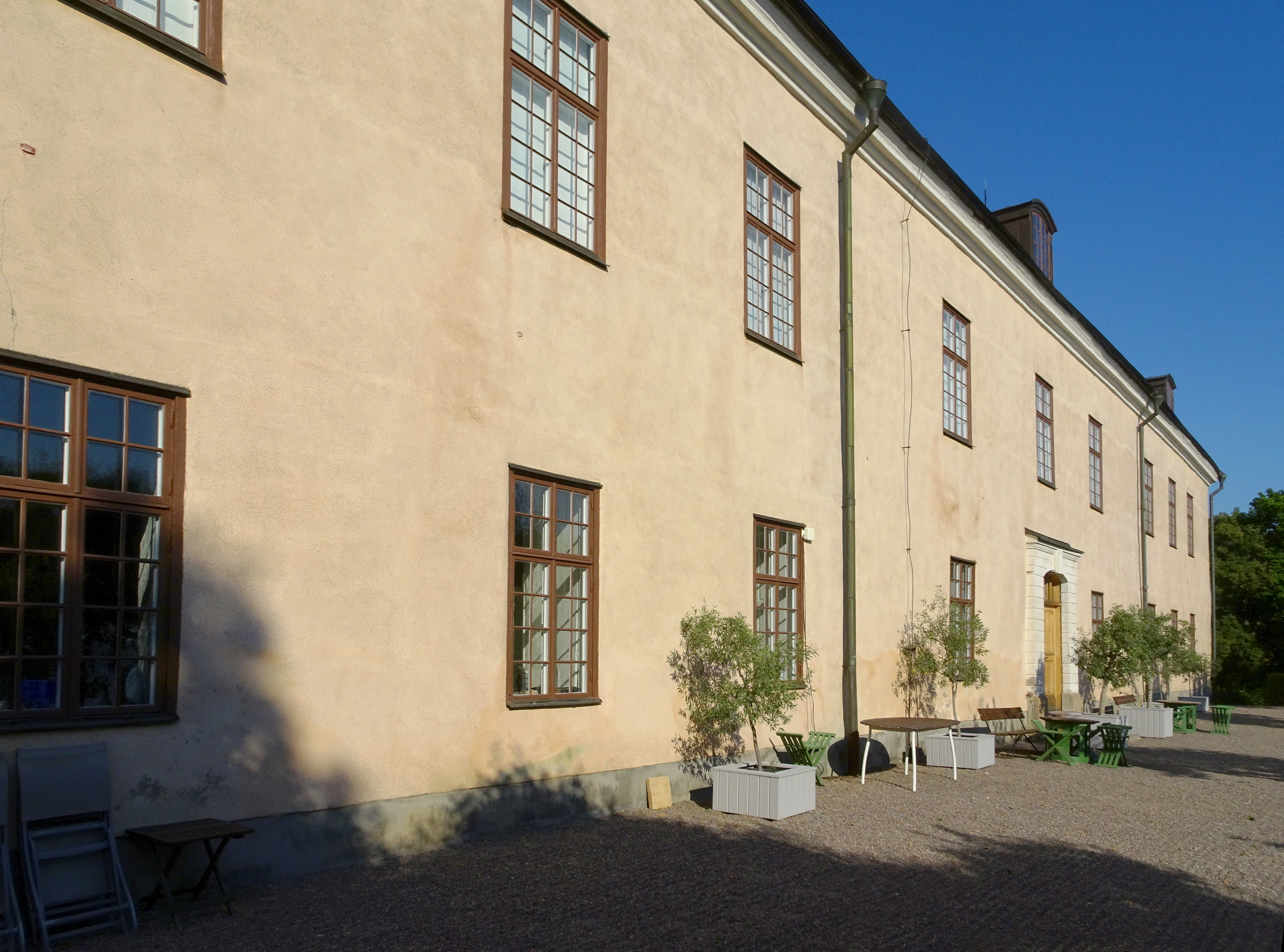
Fasad mot Grönsösundet.
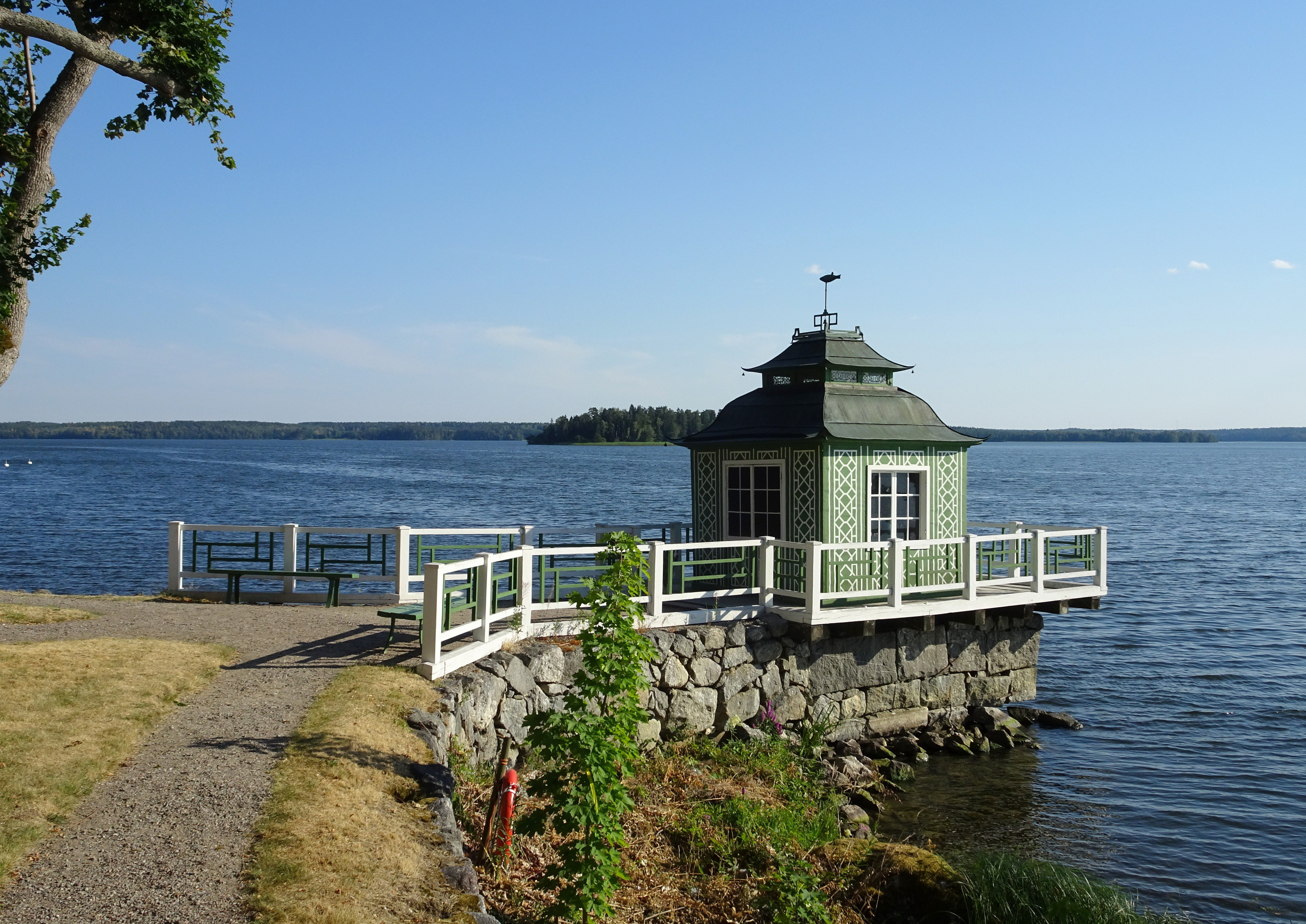
Snäckpaviljongen.
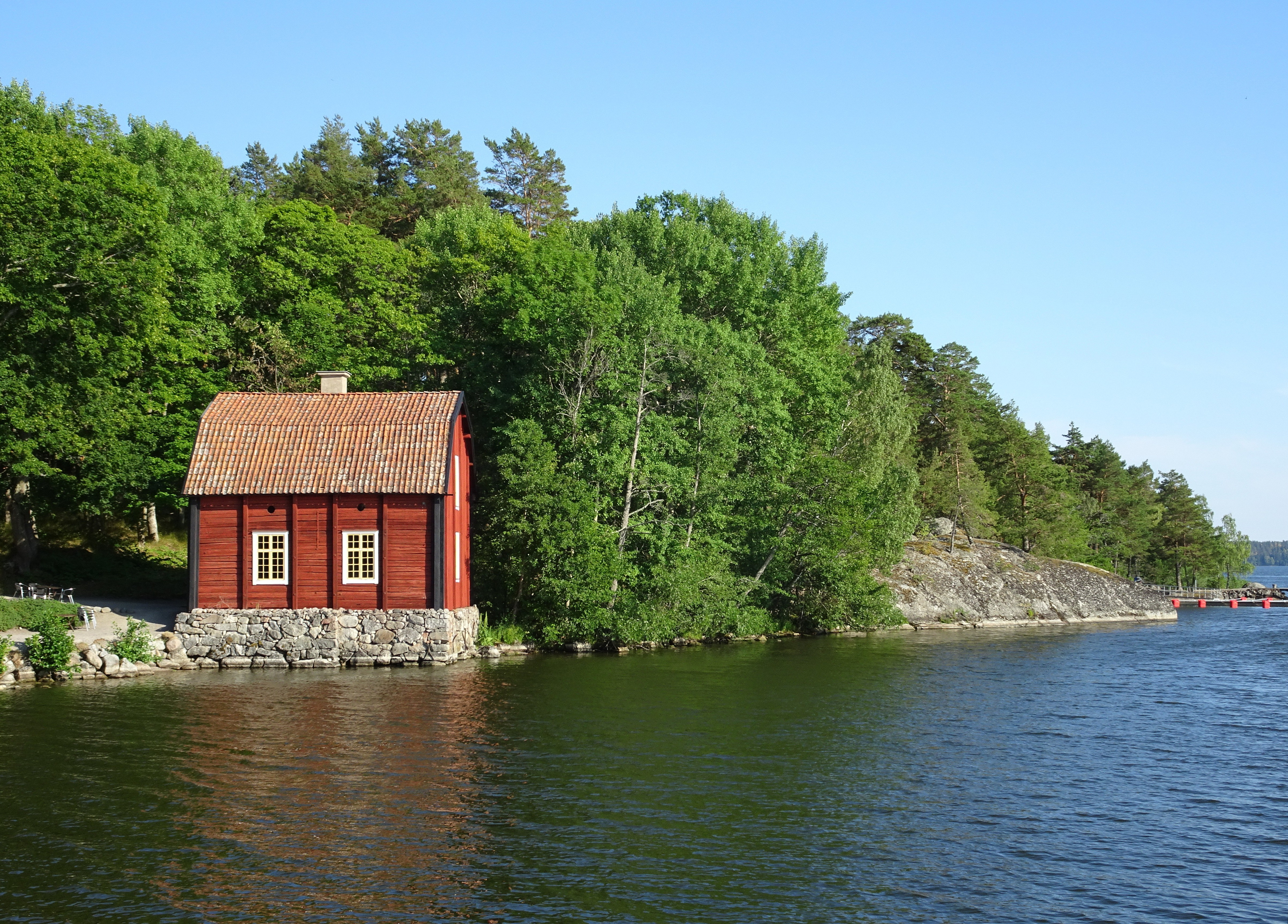
Brännvinsbränneriet.
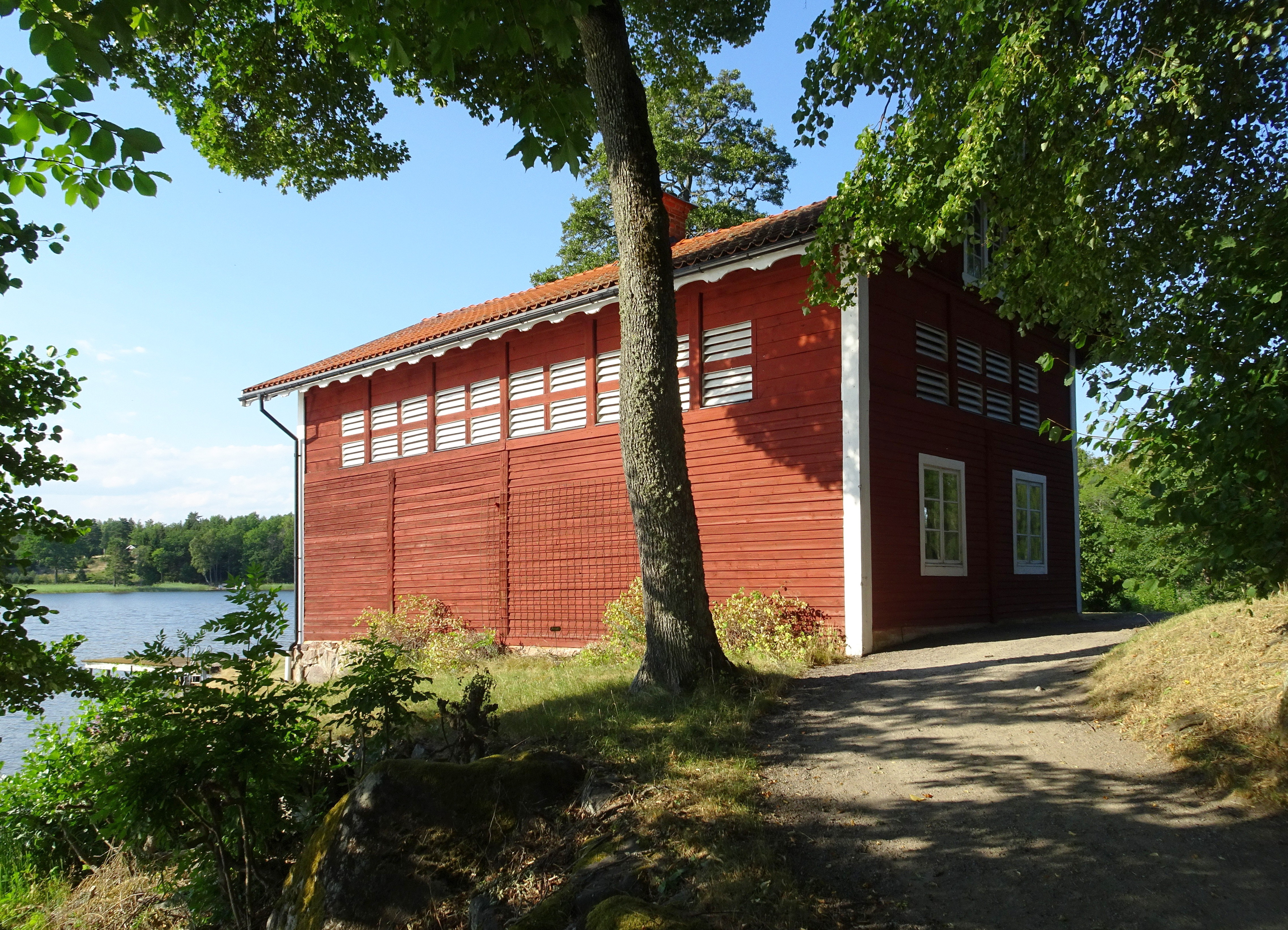
Bak och bykhus.

### Omgivningen

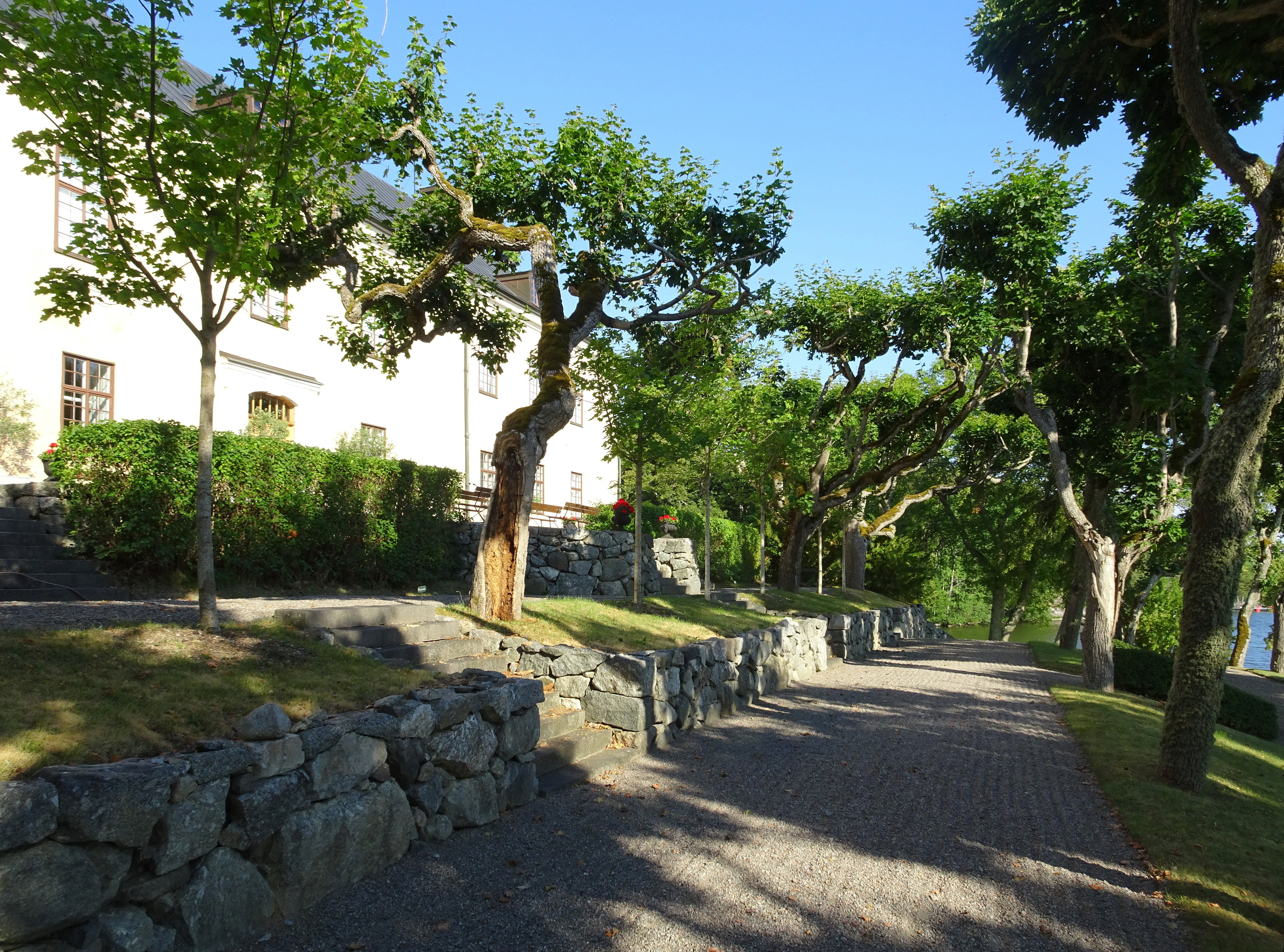
Parkstråket vid Grönsösundet.
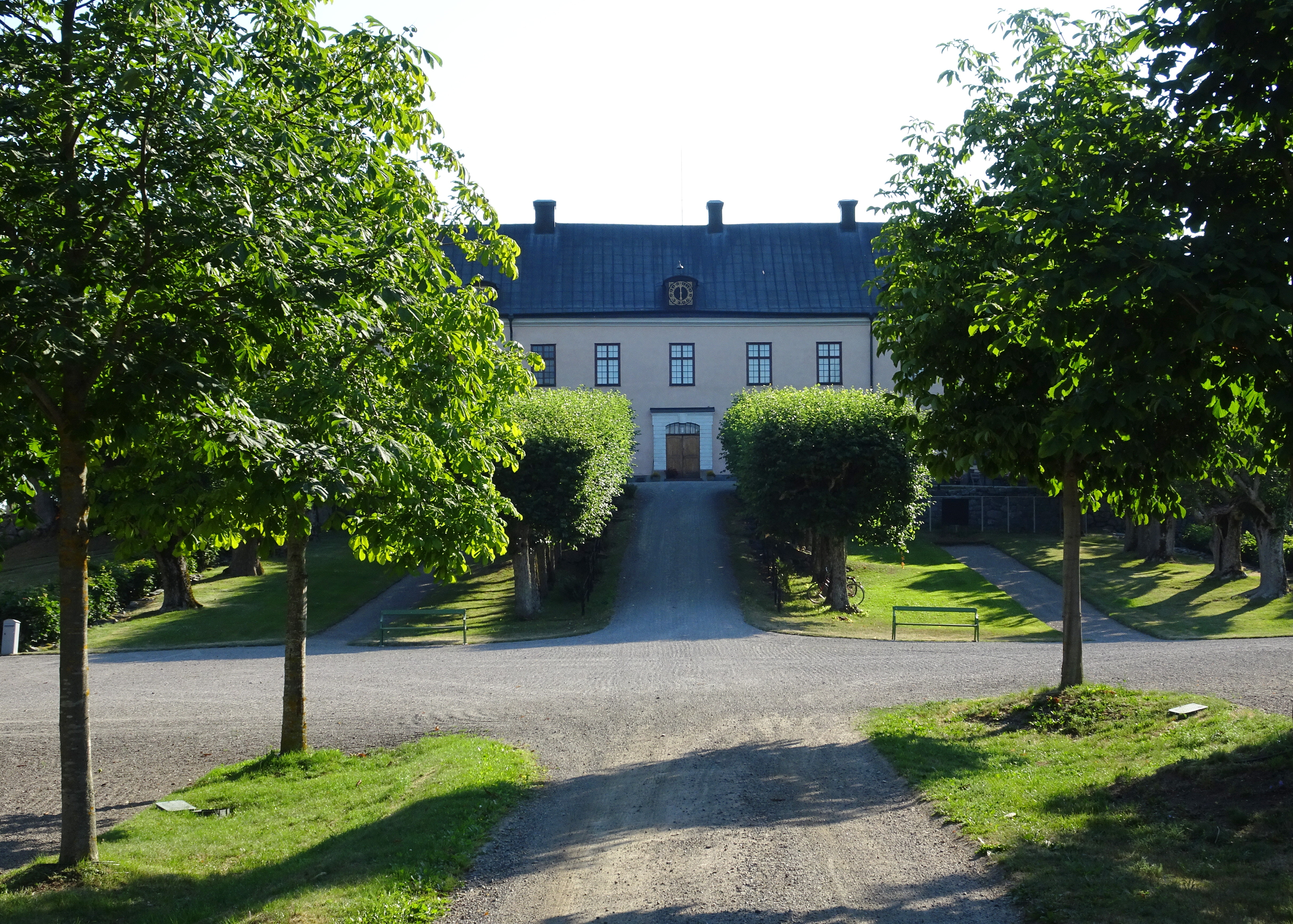
Allén med klippta häckar vid entrésidan.
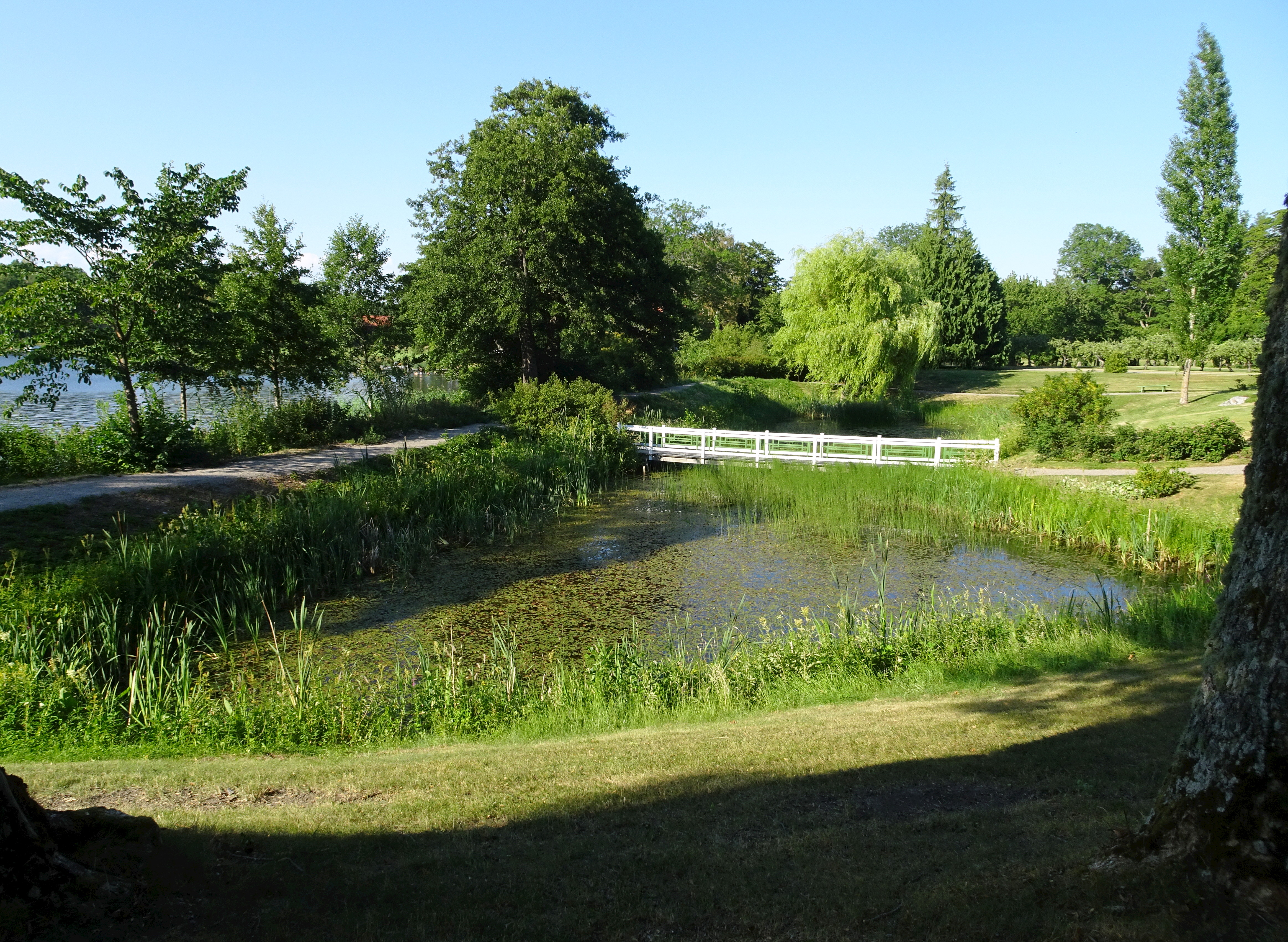
Den nyligen restaurerade dammen.
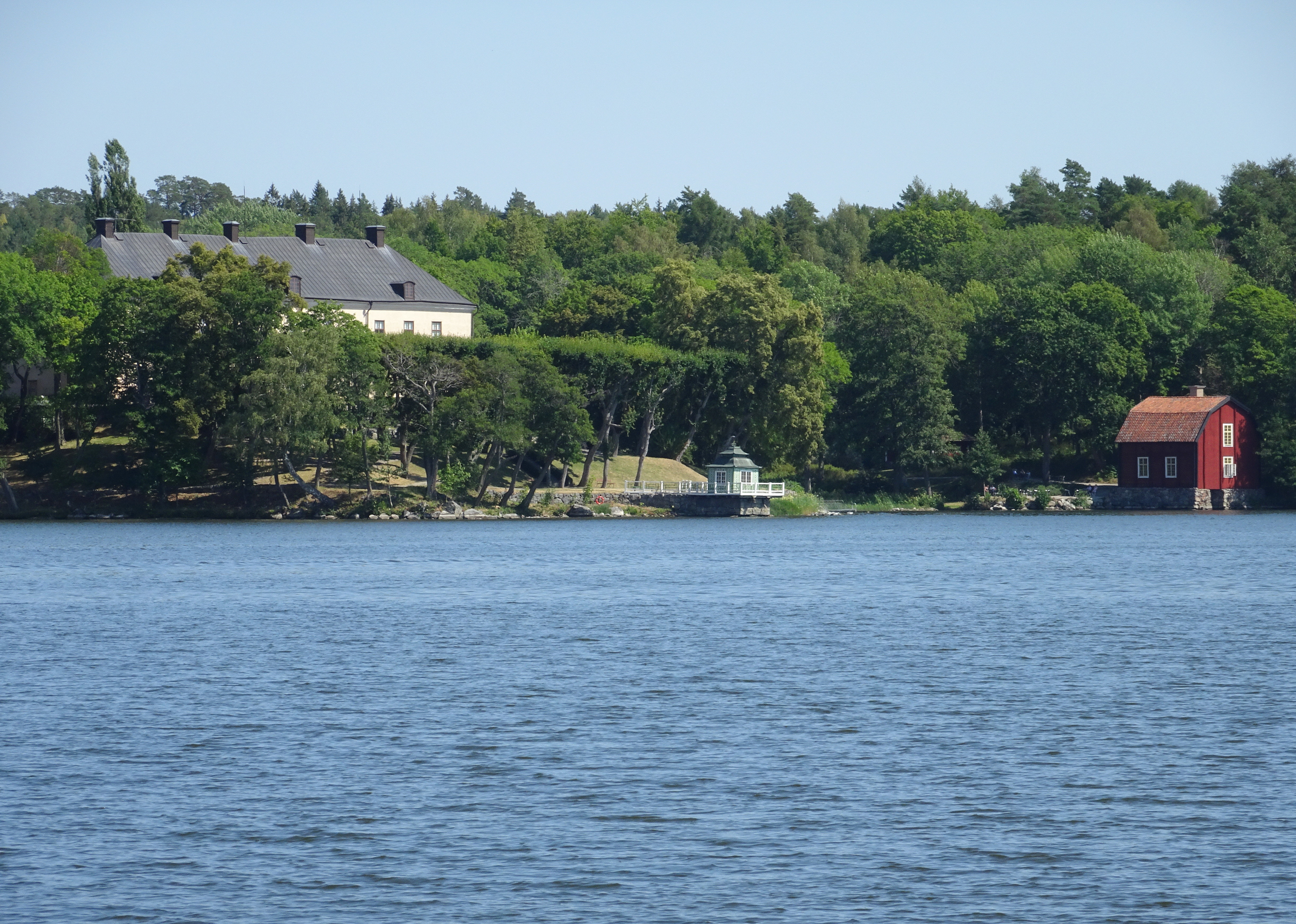
Vy från Utö hus över Grönsösundet.